# Невежис
Невежис или Нявежис (на литовски: Nevėžis; на руски: Нявежис) е река в централната част на Литва, десен приток на Неман. Дължина 210 km. Площ на водосборния басейн 6140 km². Шестата по дължина река в Литва и втората по дължина, която протича изцяло в границите на страната. 
Река Невежис води началото си от североизточната част на Балтийското възвишение, на 101 m н.в., на около 7 km северно от град Каварскас. По цялото си протежение тече по Среднолитовската низина, в горното течение на северозапад, а след град Паневежис – на юг-югозапад. Влива се отдясно в река Неман, на 13 m н.в., западно от крайните квартали на град Каунас. Основни притоци: леви – Юда, Ланкоса, Барупе, Урка; десни – Киршинас, Ляуде, Дотнувеле, Смилга, Шушве. Подхранването ѝ е смесено с преобладаване на снежното. Има ясно изразено пълноводие от февруари до април, а през останалото време са характерни епизодични прииждания в резултат на поройни дъждове. Среден годишен отток на 58 km от устието 18,4 m³/sec. Замръзва в периода от ноември до януари, а се размразява в периода от февруари до първата половина на април. По течението на реката са разположени множество населени места, в т.ч. градовете Паневежис и Кедайняй.